# Amblychaeturichthys sciistius
Amblychaeturichthys sciistius är en fiskart som först beskrevs av Jordan och Snyder, 1901.  Amblychaeturichthys sciistius ingår i släktet Amblychaeturichthys och familjen smörbultsfiskar. Inga underarter finns listade i Catalogue of Life.